# Gerundeter halbgeschlossener Hinterzungenvokal
Lautliche und orthographische Realisierung des gerundeten halbgeschlossenen Hinterzungenvokals in verschiedenen Sprachen:
- Deutsch [⁠o⁠]:
  - Beispiele: Bote ['boːtə]

- Französisch: ô, eau, au, o
  - Beispiele: aussitôt [osito], roseau [ʀozo]

- Japanisch: お